# Окай, Мерал
Мера́л Ока́й (тур. Meral Okay [meˈɾal oˈkaj], урожд. Мерал Каты́ (тур. Meral Katı); 20 сентября 1959 года — 9 апреля 2012 года) — турецкая актриса, сценаристка и автор песен. Наиболее известна как создательница культового сериала «Великолепный век».

## Биография
Родилась 20 сентября 1959 года в Анкаре в семье Тюркан и Ата Каты. Мерал окончила Лицей Аныттепе.
После кончины мужа Мерал переехала в Стамбул и приступила к работе в газете «Доброе утро». Также она писала тексты для известной певицы Сезен Аксу. Первый сценарий сериала, над которым работала Мерал, назывался «Вторая весна», где она, к тому же, попробовала себя в качестве продюсера.
Мерал Окай является создателем и одним из двух сценаристов культового сериала «Великолепный век». После её кончины на основе её плана и заметок, работу над сценарием продолжил Йылмаз Шахин, который ранее занимался разработкой сюжета к сериалу.
Всё своё наследство Мерал оставила на благотворительность.

### Личная жизнь
В 1984 году Мерал вышла замуж за актёра театра и кино Ямана Окая, который в 1993 году умер от рака.

### Смерть
9 апреля 2012 года Мерал скончалась у себя дома от тяжелой формы рака лёгких. Похоронена на кладбище Зинджирликуйу рядом с могилой мужа.

### Память
Все серии сериала «Великолепный век» выпущенные после смерти Мерал, начинаются с надписи «Посвящается Мерал Окай…». Сериал «В чём вина Фатмагюль?» начиная с 70 серии также отдавал дань уважения Мерал надписью «Посвящается Мерал Окай. Ваши песни и тексты навсегда останутся с нами».

## Фильмография

### Актриса
| Год       |    | Русское название       | Оригинальное название | Роль                          |
| --------- | -- | ---------------------- | --------------------- | ----------------------------- |
| 1992      | ф  | Я люблю тебя, Роза     | Seni Seviyorum Rosa   |                               |
| 1999—2001 | с  | Вторая весна           | İkinci Bahar          | Kasap Melahat                 |
| 2001      | с  |                        | Yeditepe İstanbul     | Хавва / Havva                 |
| 2001      | с  |                        | Koltuk Sevdası        |                               |
| 2002      | ф  |                        | Hiçbiryerde           | Мелек / Melek                 |
| 2002      | ф  |                        | O Şimdi Asker         | Ресмийе / Resmiye             |
| 2006      | ф  |                        | Beynelmilel           | Айдениз Дерия / Aydeniz Derya |
| 2008      | тф |                        | Alia                  |                               |
| 2009      | с  | Если бы я стал облаком | Bir Bulut Olsam       | Inci Batur                    |
| 2010      | ф  |                        | Kaptan feza           | Солмаз / Solmaz               |

### Сценарист
| Сценарист   | Сценарист                       | Сценарист             | Сценарист |
| Год         | Русское название                | Оригинальное название |           |
| ----------- | ------------------------------- | --------------------- | --------- |
| 2002        | Особняк с виноградными лозами   | Asmalı Konak          |           |
| 2003        | Особняк с виноградными лозами 2 | «Asmalı Konak: Hayat» |           |
| 2007        | Телохранитель                   | «Fedai»               |           |
| 2009        | Если бы я стал облаком          | Bir Bulut Olsam       |           |
| 2011 — 2012 | Великолепный век                | Muhteşem Yüzyıl       |           |

## Награды
| Награды | Награды                               | Награды                   | Награды     |
| Год     | Награда                               | Категория                 | Фильм       |
| ------- | ------------------------------------- | ------------------------- | ----------- |
| 2007    | 14. Altın Koza Film Festivali         | Лучшая роль второго плана | Beynelmilel |
| 2002    | 35. Sinema Yazarları Derneği Ödülleri | Лучшая роль второго плана | Hiçbiryerde |